# Botryodiplodia penzigii
Botryodiplodia penzigii är en svampart som först beskrevs av Ferraris, och fick sitt nu gällande namn av Petr. & Syd. 1926. Botryodiplodia penzigii ingår i släktet Botryodiplodia, ordningen Diaporthales, klassen Sordariomycetes, divisionen sporsäcksvampar och riket svampar.   Inga underarter finns listade i Catalogue of Life.